# Benjamin Lobo Vedel
Benjamin Lobo Vedel (født 23. september 1997 i Aalborg) er en dansk atletikudøver, der stiller op for Aalborg Atletik og Motion.
Hans foretrukne disciplin er 400 m løb, hvor han i 2015 blev europamester ved junior-EM.
I marts 2017 kvalificerede han sig til finalen ved indendørs EM, hvor han på fjerdepladsen satte personlig rekord med 46,33 s.
Han er søn af Anders Vedel.

## Personlige rekorder
| Konkurrence      | Resultat    | Sted              | Dato               |
| ---------------- | ----------- | ----------------- | ------------------ |
| 100 meter        | 10,73 (0,9) | Østerbro, Danmark | 10. september 2016 |
| 200 meter        | 21,09 (0,2) | USA               | 17. juni 2018      |
| 200 meter (inde) | 20,98 (DR)  | USA               | 9. februar 2019    |
| 300 meter        | 33,87       | Tårnby, Danmark   | 7. maj 2016        |
| 400 meter        | 45,85       | bydgoszcz, Polen  | 10. juni 2017      |

Kilde: Statletik